# دیتشاید
دیتشاید (به آلمانی: Ditscheid) یک شهر در آلمان است که در ماین-کبلنتس واقع شده‌است. دیتشاید ۲۶۴ نفر جمعیت دارد.